# Sansone (Händel)
Il Sansone HWV 57 è un oratorio in tre atti di Georg Friedrich Händel, composto nel 1741-1742 su libretto di Newburgh Hamilton e rappresentato al Covent Garden nel 1743.

## Composizione
Händel intraprese la composizione subito dopo la conclusione del Messiah, quindi dopo il 14 settembre 1741. Già il 20 settembre aveva ultimato il primo atto. Completò il secondo l'11 ottobre e l'intero oratorio il 29. Subito dopo partì per l'Irlanda, per dirigere il Messiah. Alla fine di agosto 1742 tornò a Londra e rielaborò ancora una volta a fondo il Sansone.
La prima ebbe luogo il 18 febbraio 1743 al Covent Garden. Il contestuale concerto d'organo eseguito come intermezzo fu verosimilmente il Concerto in la maggiore HWV 307 ultimato da poco. Kitty Clive, attrice e cantante del Drury Lane all'epoca popolarissima, che in seguito strinse amicizia con Händel, impersonò Dalila in una distinta rappresentazione sulla scena londinese nel 1743, e ciò accrebbe ulteriormente il successo di ambo gli artisti.

## Libretto
Newburgh Hamilton creò il libretto sulla base della tragedia I nemici di Sansone e di altri poemi di Milton (1671). L'azione si ispira a un fatto narrato dal Libro dei Giudici (16, 23-31).

## Personaggi e interpreti
Alla prima rappresentazione l'oratorio fu interpretato dai seguenti cantanti.
- Sansone – John Beard
- Dalila – Catherine Clive
- Manoach – William Savage
- Michea – Susanna Maria Cibber
- Harafa – Thomas Reinhold

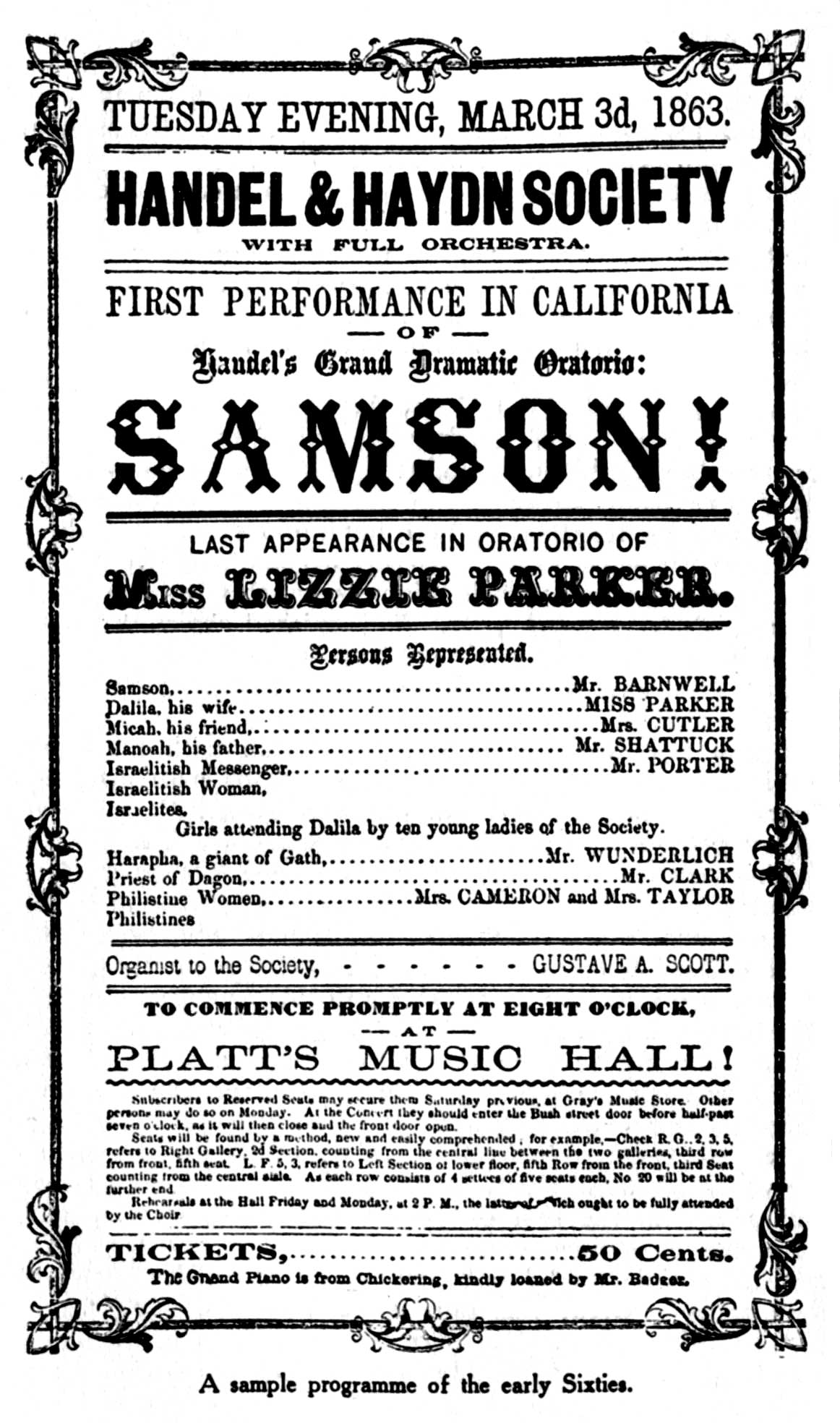
Locandina di una rappresentazione del Sansone negli Stati Uniti (1863).

- Israelita – Christina Maria Avoglio
- Israelita – Thomas Lowe
- Filistea – Miss Edwards
- Filisteo – Thomas Lowe

## Trama

### Primo atto
Mentre i filistei tengono feste in onore del dio Dagon, Sansone cieco e in catene si riposa dal suo lavoro da schiavo e piange il suo destino. Gli israeliti osservano l'eroe un tempo invincibile giacere ormai senza speranza. Michea vede la sorte di Sansone riflettere quella dell'intero popolo. Sansone si rimprovera di essersi lasciato ingannare da una donna e lamenta la perdita della vista. Il padre Manoach si reca a visitarlo e si spaventa del cambiamento del figlio. Sansone desidera la morte, ma il coro degli israeliti lo rassicura che alla fine trionferà sulla morte e sul tempo.

### Secondo atto
Michea e gli israeliti implorano Dio di considerare le pene del suo servo. Dalila, che ha tradito Sansone, torna per riconquistarne l'amore, ma egli non crede al suo pentimento e la respinge. Giunge allora Harafa il filisteo a provocare Sansone, che lo sfida a duello. Harafa però lo offende proclamando indegno di lui battersi con un cieco, e Sansone lo deride come millantatore. Michea propone perciò di misurare la potenza di Dagon con quella del Dio d'Israele e i cori di ambo i popoli lodano le rispettive divinità.

### Terzo atto
Harafa vorrebbe prelevare Sansone per esibirlo alla festa dei filistei. Sansone dapprima rifiuta di presenziare ai riti religiosi, ma poi vi si reca con un piano e ammonisce gli israeliti di tenersi lontani. Manoach si reca dagli israeliti con un piano per liberare Sansone, mentre da lontano si odono i canti dei filistei che invocano Dagon. Improvvisamente si sentono strepito e agitazione. Giunge un messaggero israelita che riferisce l'accaduto: Sansone ha demolito le strutture allestite per la festa e sotto di esse ha sepolto sé stesso con tutti i filistei. Il corpo di Sansone è estratto dalle macerie e gli israeliti intonano una marcia funebre. Infine benedicono Yahweh.